# Tribute to Agnieszka Osiecka. Łatwopalni
Tribute to Agnieszka Osiecka. Łatwopalni – album polskiej piosenkarki Maryli Rodowicz, wydany w 1997 roku nakładem wydawnictwa muzycznego PolyGram Polska. Album ten jest wspomnieniem zmarłej w 1997 roku autorki tekstów Agnieszki Osieckiej. 
Przy tworzeniu płyty udział wzięli m.in. Michał Grymuza, Mirosław Stępień oraz Mariusz Mielczarek.

## Lista utworów
Opracowano na podstawie materiału źródłowego:
CD1
1. „Łatwopalni”
2. „Rozmowa poety z komornikiem”
3. „Dziewczyna ze snu”
4. „Zaczęty zeszyt”
5. „Byłam stara”
6. „Średni wiek, średni gest”
7. „Serdeczny mój”
8. „Dwa wesela”
9. „Gdzie są ci chłopcy”
10. „Jak dobrze nam zdobywać góry”
11. „Płaczmy razem”
12. „Konie”
13. „Ja z podróży”
14. „Takiego męża mi dajcie”
15. „Powiadają, żem jest ładna”
16. „Ach skąd”
17. „Karnawał raz w życiu”

CD2
1. „Proszę sądu”
2. „Barek w Santa Cruz”
3. „Sto koni”
4. „Osiedlowy Klub Samotnych”
5. „Byłam sama, jestem sama”
6. „Średni wiek, średni gest”
7. „Mława”
8. „Zdzich”
9. „Kolega maj”
10. „Tylko nie pal”
11. „Majaczek biedaczka”
12. „Tępa blondyna”
13. „A na czas wojny”
14. „Dobra pogoda”
15. „Po naszej stronie gwiazd”
16. „Łaska niebieska”
17. „Katarynka”